# Rafael Morales De León
Rafael Humberto Morales de León (n. Jocotenango, Guatemala, 6 de abril de 1988) es un futbolista guatemalteco. Juega como defensa y su actual equipo es el Comunicaciones de la Liga Nacional de Fútbol de Guatemala.

## Trayectoria
Su debut profesional lo hizo con el Comunicaciones el 7 de agosto de 2011 en un partido contra el Suchitepéquez, en ese partido fue titular y amonestado. El marcador fue favorable al Suchitepéquez 1 x 0.

## Selección nacional
Con la Selección de Guatemala ha jugado 13 partidos, siendo su debut en un partido amistoso contra Paraguay en el estadio Feliciano Cáceres de Luque, el 22 de febrero de 2012, allí ingresaría de cambio en el minuto 69 por Mario Rodríguez. El marcador finalizó con marcador de 2 x 1 a favor de los guaraníes.

## Clubes
| Club                       | País       | Año           |
| -------------------------- | ---------- | ------------- |
| Comunicaciones Fútbol Club | Guatemala  | 2008-2014     |
| Deportivo Saprissa         | Costa Rica | 2014-2015     |
| Comunicaciones Fútbol Club | Guatemala  | 2015-presente |

## Palmarés
| Título            | Club               | Resultado  |
| ----------------- | ------------------ | ---------- |
| Clausura 2012     | Comunicaciones     | Campeón    |
| Apertura 2013     | Comunicaciones     | Campeón    |
| Clausura 2013     | Comunicaciones     | Campeón    |
| Apertura 2014     | Comunicaciones     | Campeón    |
| Copa Popular 2014 | Deportivo Saprissa | Subcampeón |
| Invierno 2014     | Deportivo Saprissa | Campeón    |

- Datos: Q17563221